# 细齿锥花
细齿锥花（学名：Gomphostemma leptodon）为唇形科锥花属下的一个种。

## 扩展阅读
- 維基物種上的相關：细齿锥花